# Улучшение (термообработка)
Запрос «улучшение» перенаправляется сюда, возможно, следует где-либо изложить более общее значение этого слова. См. также слово «улучшение» в Викисловаре.
Улучше́ние — комплексная термическая обработка металлов, включающая в себя закалку и последующий высокий отпуск.

## Описание
В результате закалки сталей чаще всего получают структуру мартенсита с некоторым количеством остаточного аустенита, иногда — структуру сорбита, троостита или бейнита. Мартенсит имеет высокую прочность, твёрдость, низкую пластичность, при обработке разрушается из-за хрупкости. Структура мартенсита неравновесная, имеются остаточные напряжения. Высокий отпуск (нагрев до температуры на 20—40° ниже точки Ас1 диаграммы железо-углерод) и выдержка при температуре 450..700 °C[1] приводят к уменьшению внутренних напряжений за счёт распада мартенсита закалки и образования сорбита отпуска. В результате отпуска снижаются твёрдость 270…320 HB[1] и прочность; повышаются пластичность и ударная вязкость. При отсутствии требований к ударной вязкости и пластичности, применяется более экономичный способ термической обработки — нормализация.

## Примеры улучшаемых сталей
- Конструкционные стали: 30, 35, 40, 45, 50
- Легированные стали: 40Х, 45Х, 40ХР, 40ХН, 40ХНА, 40ХНМА, 30Х2Н4МА, 38ХН3МА, 38Х2НМА, 30ХГСА, 30ХГС-Ш, Х12М.